# Halbe Zijlstra
Halbe Zijlstra ([ˈɦɑlbə ˈzɛilstraː]; * 21. ledna 1969, Oosterwolde) je bývalý nizozemský politik, který od 26. října 2017 do 13. února 2018 působil jako ministr zahraničních věcí ve třetí vládě Marka Rutteho. Je členem Lidové strany pro svobodu a demokracii (VVD).
Zijlstra, povoláním manažerský konzultant, byl zvolen poslancem Sněmovny reprezentantů v parlamentních volbách v roce 2006. Ve funkci působil od 30. listopadu 2006 do 14. října 2010, kdy byl jmenován státním tajemníkem pro školství, kulturu a vědu v první vládě Marka Rutteho, kterým byl do 5. listopadu 2012. Po volbách v roce 2012 se vrátil do Sněmovny reprezentantů, kde působil od 20. září 2012 do 26. října 2017. Od 1. listopadu 2012 do 23. března 2017 byl parlamentním předsedou. Od 26. října 2017 do 13. února 2018 působil ve funkci ministra zahraničních věcí.

## Mládí a vzdělání
Halbe Zijlstra se narodil 21. ledna 1969 v Oosterwolde v Nizozemsku. Jeho otec byl policejním detektivem. Vystudoval sociologii na Groningenské univerzitě.

## Politická kariéra
Zijlstra je od 1. února 1994 členem Lidové strany pro svobodu a demokracii. Od roku 1998 do roku 2001 a znovu od roku 2003 do roku 2006 působil jako člen městské rady Utrechtu.
Zijlstra byl v parlamentních volbách v roce 2006 zvolen do Sněmovny reprezentantů a své místo zaujal 30. listopadu. Ve Sněmovně byl mluvčím své strany pro péči, energetiku, sport, vysoké školství a vědy a biotechnologie. Krátce po volbách představil spolu s poslancem Strany práce Hansem Spekmanem návrh zákona o boji proti fotbalovým chuligánům a v roce 2007 návrh přijal Guusje ter Horst, který se v tom roce stal ministrem vnitra.

### Státní tajemník pro školství, kulturu a vědu
Dne 14. října 2010 byl Zijlstra jmenován státním tajemníkem pro školství, kulturu a vědu v první vládě Marka Rutteho. Ve svém dvouletém funkčním období inicioval několik změn ve vysokoškolské politice, včetně zavedení výhodnějších stipendií pro dlouholeté studenty a zavedení možnosti si ve výjimečných případech prodloužit studium. Kromě toho inicioval rozpočtové škrty v sektoru kultury, zpřísnil podmínky pro získání státních dotací a sloučil několik kulturních fondů. Tato opatření ušetřila celkem 200 milionů eur.

### Parlamentní předseda
Poté, co byla první vládě Marka Rutteho v roce 2012 vyslovena nedůvěra a konaly se nové volby, Zijlstra se vrátil do Sněmovny reprezentantů jako předseda poslaneckého klubu své strany. V roce 2016 oznámil, že po parlamentních volbách v roce 2017 se chce stát ministrem.

### Ministr zahraničních věcí
Dne 26. října 2017 se Zijlstra stal ministrem zahraničních věcí ve třetí vládě premiéra Marka Rutteho.
V reakci na tureckou invazi do severní Sýrie, jejímž cílem bylo vyhnat syrské Kurdy podporované USA z enklávy Afrín, Zijlstra řekl, že Turecko má právo bránit sebe a svou hranici, ale zároveň požádal Turecko, aby projevilo zdrženlivost.
V únoru 2018 přiznal, že lhal o setkání s ruským prezidentem Vladimirem Putinem v roce 2006. Při projevu na konferenci VVD v roce 2016 Zijlstra řekl, že v roce 2006 slyšel Putina mluvit o „Velkém Rusku“. Pro noviny řekl, že v roce 2006 navštívil Putina. Putin prý mluvil o „Velkém Rusku“ a na otázku, co tím termínem myslel, odpověděl: „Rusko, Bělorusko, Ukrajina a pobaltské státy.“ řekl Zijlstra. V roce 2018 toto prohlášení opravil, když oznámil, že o těchto prohlášeních slyšel od jiné osoby. Touto osobou je bývalý generální ředitel Shell Jeroen van der Veer, který se zúčastnil několika jednání s Putinem. Van der Veer řekl o událostech Zijlstrovi v roce 2014, ale v e-mailu novinám de Volkskrant objasnil, že Putinovy poznámky z roku 2006 byly „myšleny historicky“.
Dne 13. února 2018 Zijlstra oznámil svou rezignaci na funkci ministra zahraničních věcí v projevu ve Sněmovně reprezentantů.

## Politické pozice
V roce 2015 Zijlstra napsal komentář pro deník NRC Handelsblad, ve kterém kritizoval rámec jaderné dohody s Íránem jako „historickou chybu“, což je názor, který odpovídá názoru Izraele.
Po referendu o členství Spojeného království v Evropské unii v roce 2016 Zijlstra poznamenal, že Británie je největší zemí v antifederalistickém táboře volného trhu, který zahrnuje také Nizozemsko, Dánsko a Švédsko. Řekl: „Pokud Britové odejdou, ztratíme důležitého partnera a protekcionisté získají silnější hlas.“

## Osobní život
Zijlstra sídlí ve Wassenaaru, městě severně od Haagu. Je aktivním členem klubu poštovních holubů.